# Mystery Men
Mystery Men je americká komedie z roku 1999 natočená podle komiksu Flaming Carrot Comics Boba Burdena. V hlavních rolích "béčkových" superhrdinů se objevili Hank Azaria, William H. Macy a Ben Stiller.

## Příběh
Trojice mužů (Pan Vztekloun, Mistr rýče a Modrý Rádža) se pokouší ve fiktivním městě Champion City proslavit svá jména jako superhrdinové, ale jsou zastíněni dobře sponzorovaným kapitánem Úžasným. Tomu se ale podařilo město zbavit kriminality, takže město již jeho služby přestává potřebovat a sponzoři se chystají vypovědět smlouvy. Aby město znovu potřebovalo superhrdinu, rozhodne se Úžasný použít svoje alter ego miliardáře Lance Hunta, aby domluvil osvobození šíleného zločince Casanovu Frankensteina. Plán ale selže - když se Frankenstein dá dohromady s Tonym P a jeho Disco Boys, vyhodí do povětří blázinec s dalšími padouchy, zajme Úžasného, a zaměří se na výrobu zbraně, která dokáže měnit svět - Psycho-frakulator. Během špehování Frankensteinova sídla přijde Vztekloun na to, že je Úžasný zajat a řekne to ostatním. Společně usoudí, že potřebují více spojenců, a tak se postupně dostanou ke Splínovi, Neviditelnému klukovi a Koulerové. Nově vytvořený tým se pokusí konfrontovat Frankensteina, ale dosáhnou pouze toho, že zničí jeho auto. Později se snaží proniknout do jeho sídla, ale neúmyslně Úžasného zabijí Psycho-frakulatorem.
Po smrti Úžasného tým již nevěří, že může nějak město zachránit. Další hrdina Sfinga jim pomůže obnovit sebevědomí a naplánuje další útok na Frankensteinovo sídlo. S vybavením jim pomůže výrobce nezabíjejících zbraní Dr. Heller. Týmu se pak podaří do padouchova panství proniknout díky dobrému použití svých jinak ne příliš účinných schopností. Frankenstein se chystá pomocí Psycho-frakulatoru zničit město. Po počátečních neúspěších se Vztekloun dokáže rozčílit tak, že Frankensteina dostane dovnitř Psycho-frakulatoru, kde zemře. Zbytek týmu pomůže Koulerové použít její bowlingovou kouli (ve které je lebka jejího otce) ke zničení Psycho-frakulatoru. Všichni Frankensteinovo sídlo opouštějí právě, když zbraň imploduje. Na konci filmu se týmu konečně dostává vytouženého zájmu médií.

## Obsazení a postavy
- Ben Stiller jako Pan Vztekloun - Vzteklounovou schopností je supersíla, která se ale aktivuje pouze pokud se rozčílí. Jeho skutečné jméno je Roy.
- William H. Macy jako Mistr rýče - Eddie, jak se jmenuje ve skutečnosti, vyniká ve využívání rýče různými způsoby.
- Hank Azaria jako Modrý Rádža - Schopností Modrého Rádži je házení stříbrnými příbory. Ačkoli je Američan, při misích mluví britským akcentem. Jeho skutečné jméno je Jeffrey.
- Kel Mitchell jako Neviditelný kluk - Může být neviditelný jen, pokud se na něj nikdo nedívá, včetně jeho samého.
- Paul Reubens jako Splín
- Janeane Garofalo jako Koulerová - Ve skutečnosti se jmenuje Carol a je dcerou Koulera, jenž byl zabit Tonym P, a jeho smrt se Koulerová snaží pomstít. Lebku svého otce má zalitou ve středu bowlingové koule, zároveň dokáže komunikovat s duchem svého otce.
- Wes Studi jako Sfinga - Sfinga je jedním z nejvíce respektovaných světových superhrdinů, má schopnost rozříznout zbraně na půl pouze svou myslí. Nabídne se jako trenér týmu superhrdinů.
- Geoffrey Rush jako Casanova Frankenstein - Dlouholetý rival kapitána Úžasného a hlavní záporná postava filmu.
- Eddie Izzard jako Tony P- Frankensteinův zástupce, vůdce Disco Boys, který odmítá přijmout fakt, že éra disco už pominula.
- Prakazrel Michel jako Tony C - zástupce Tonyho P
- Artie Lange jako Big Red - velitel skupiny zločinců
- Greg Kinnear jako Kapitán Úžasný a Lance Hunt - Legendární superhrdina, který léta chránil Champion City, na jehož obleku se nachází různá loga jeho sponzorů. Lance Hunt se od kapitána Úžasného liší pouze tím, že nosí brýle. Ve filmu není nikde řečeno, jestli se jedná opravdu pouze o jednu osobu, ale Casanova Frankenstein v jednom okamžiku oslovuje Úžasného jako Lance.
- Ricky Jay jako Victor Weems - Publicista kapitána Úžasného, který kapitána inspiruje k tomu, aby se ještě jednou utkal s Casanovou Frankensteinem.
- Tom Waits jako Dr. A. Heller - výrobce zbraní, které nezabíjejí
- Claire Forlani jako Monica - číšnice